# Matteo Adinolfi
Matteo Adinolfi (nascido em 24 de dezembro de 1963 em Latina, Lazio) é um político italiano que actualmente actua como membro do Parlamento Europeu pela Lega Nord.